# Tuyến tùng
Tuyến tùng (hay còn gọi là thể tùng, epiphysis cerebri, epiphysis, conarium hay con mắt thứ ba) là một tuyến nội tiết nhỏ trong thần kinh động vật có xương sống.
Nó tạo ra melatonin dẫn xuất từ melatonin, một hóc-môn tác động lên nhịp thức/ngủ và các chức năng theo mùa.
Hình dạng của nó giống như một quả tùng nhỏ (nên có tên đó) và nằm gần trung tâm của não, giữa hai bán cầu, chui trong rãnh chỗ gặp nhau của hai đồi não.

## Cấu tạo
Tuyến tùng nằm ở giữa não, ở giữa hai bán cầu, có hình hạt đậu.

## Chức năng
1. Tuyến tùng là chìa khóa điều chỉnh "đồng hồ" bên trong cơ thể vì nó điều chỉnh nhịp sinh học của chúng ta. Tuyến tùng tiết ra melatonin, đây là một loại hormone giúp điều chỉnh nhịp sinh học. Mức Melatonin được tiết ra phụ thuộc vào lượng ánh sáng mà mỗi người đón nhận. Tuyến tùng giải phóng một lượng melatonin lớn khi trời tối, điều này chỉ ra vai trò của melatonin trong giấc ngủ. Rất nhiều thực phẩm chức năng giúp bổ sung cung cấp melatonin được xem như một chất hỗ trợ giấc ngủ "tự nhiên". Bài báo khoa học năm 2017 kết luận rằng melatonin không có bất kỳ ảnh hưởng nào đến rối loạn tâm trạng ở người[3]. Melatonin cũng có thể giúp bảo vệ chống lại các vấn đề về tim mạch như xơ vữa động mạch và tăng huyết áp
2. Chuyển hóa xương. Chức năng này có xu hướng suy giảm theo tuổi tác. Do đó, phụ nữ sau mãn kinh dễ bị loãng xương hơn so với thời trẻ. Nghiên cứu cũng chỉ ra rằng bổ sung melatonin đường uống có thể giúp tăng khối lượng xương, có thể được sử dụng trong tương lai để bảo vệ chống loãng xương sau mãn kinh.
3. Sức khỏe tinh thần. Giấc ngủ và sức khỏe tinh thần có mối quan hệ mật thiết với nhau. Thiếu ngủ có thể gây ra hoặc làm xấu đi một số trạng thái không tốt cho sức khỏe tinh thần, khiến bạn khó ngủ hơn. Rối loạn cảm xúc theo mùa là một dạng trầm cảm ảnh hưởng đến tâm trạng của một người và có xu hướng xảy ra khi tiếp xúc với mức độ ánh sáng thấp. Điều này có thể là do những thay đổi trong bài tiết melatonin.
4. Điều khiển hành vi tuyến yên. Melatonin có thể ngăn chặn tuyến yên tiết ra các hormone đóng vai trò thiết yếu trong sự phát triển của buồng trứng và tinh hoàn cũng như điều chỉnh các chức năng khác như chu kỳ kinh nguyệt.
5. Chuyển hóa thuốc. Một số loại thuốc, bao gồm cả thuốc theo toa, dường như làm thay đổi chức năng của tuyến tùng và thay đổi mô hình bài tiết melatonin.
6. Gây Lão hóa. Khi chúng ta già đi, tuyến tùng có xu hướng tiết ra ít melatonin. Điều này khiến người lớn tuổi có xu hướng ngủ ít hơn và khó ngủ. Ngoài ra, melatonin suy giảm cùng là nguyên nhấn khiến quá trình lão hóa đến nhanh hơn[4]

## Rối loạn chức năng tuyến tùng
Tuyến tùng có thể tích tụ khoáng calci. Đây là hiện tượng vôi hóa (tích tụ calci) ở não hay còn gọi là "cát não" (brain sand).

## Triệu chứng rối loạn chức năng tuyến tùng
- Thay đổi nhịp sinh học
- Nhức đầu, buồn nôn, hoặc run rẩy
- Khả năng sinh sản kém
- Chu kỳ kinh nguyệt không đều
- Loãng xương
- Sức khỏe tinh thần không tốt